# (400162) 2006 VM85
(400162) 2006 VM85 es un asteroide perteneciente al cinturón de asteroides, descubierto el 14 de noviembre de 2006 por el equipo del Observatorio Astronómico de las Montañas de Pistoia desde el Observatorio Astronómico de las Montañas de Pistoia, Toscana, Italia.

## Designación y nombre
Designado provisionalmente como 2006 VM85.

## Características orbitales
2006 VM85 está situado a una distancia media del Sol de 2,617 ua, pudiendo alejarse hasta 3,138 ua y acercarse hasta 2,096 ua. Su excentricidad es 0,199 y la inclinación orbital 3,346 grados. Emplea 1547,04 días en completar una órbita alrededor del Sol.

## Características físicas
La magnitud absoluta de 2006 VM85 es 17,3. Tiene 2 km de diámetro y su albedo se estima en 0,076.